# Córdoba kalifáinak listája
A Córdobai Kalifátus története a 8. század közepéig nyúlik vissza. 750-ben az Abbászidák ugyanis megbuktatták az egész iszlám világ felett uralkodó, omajjád családhoz tartozó kalifát, II. Marvánt, és a hatalmat átvéve az addigi uralkodóház tagjainak zömét kiirtották. Hisám kalifa egyik unokája, Abd ar-Rahmán életben maradt, de hat éven keresztül menekülnie kellett ellenségei elől, míg el nem érte Észak-Afrika nyugati partvidékeit. Gibraltárnál átkelt a szoroson, és 756-ban megszerezte az Ibériai-félsziget arab területeit. Így jött létre a központi hatalomtól független córdobai székhelyű emírség, amely az al-Andalusz nevet viselte.
A 10. század elején a síita Fátimidák vették át a hatalmat Észak-Afrikában, magukat szintén kalifának tartva. Ennek hatására III. Abd ar-Rahmán 929-ben felvette a kalifa címet, hogy ezzel rangban méltó ellenfelének mutassa magát a nyugat és kelet felé egyaránt dinamikusan terjeszkedő afrikai uralkodókkal. A virágzó állam felett 976-ban a kamarási rangot viselő Ámiridák családja vette át a tényleges irányítást, akik jelentős katonai sikereket értek el az északi keresztény államokkal szemben. 1008-ban azonban megbuktatták őket, rövidesen pedig hosszú hatalmi harc kezdődött, amelynek során az állam részfejedelemségre (táifák) esett szét, a kalifai címet pedig időnként a Hammúdidák családja szerezte meg a belviszályok által megosztott Omajjádoktól. Az utolsó kalifát, akinek már csak a hajdani állam töredéke felett volt hatalma, a córdobai lakosság űzte el a dzsahvarida vezír vezetésével 1031-ben, aki egyfajta arisztokratikus köztársaságot hozott létre.
- Családfa:

| Uralkodóház             | Kép vagy Pénzérme | Uralkodó                                               | Uralkodott Székhely | Arab név                                        | Megjegyzés |
| ----------------------- | ----------------- | ------------------------------------------------------ | ------------------- | ----------------------------------------------- | --- |
| Córdoba Omajjád emírjei |                   |                                                        |                     |                                                 | |
| Omajjádok               |                   | I. Abd ar-Rahmán * 731 márciusa † 788. szeptember 30.  | 756 – 788           | عبد الرحمن بن معاوية بن هشام                    | Hisám omajjád kalifa (†743) unokája. Egyesítette az Ibériai-félsziget kisebb iszlám uradalmait, és létrehozta a Córdobai Emirátust. |
| Omajjádok               | –                 | I. Hisám * 757. április 26. † 796. június 12.          | 788 – 796           | هشام بن عبد الرحمن بن معاوية                    | I. Abd ar-Rahmán fia. |
| Omajjádok               | –                 | I. al-Hakam * 771 † 822. május 21.                     | 796 – 822           | الحكم بن هشام بن عبد الرحمن                     | I. Hisám fia. |
| Omajjádok               | –                 | II. Abd ar-Rahmán * 792 októbere † 852. szeptember 22. | 822 – 852           | عبد الرحمن بن الحكم بن هشام                     | I. al-Hakam fia. |
| Omajjádok               | –                 | I. Muhammad * 823 † 886. augusztus 5.                  | 852 – 886           | محمد بن عبد الرحمن بن الحكم                     | II. Abd ar-Rahmán fia. |
| Omajjádok               | –                 | Al-Mundzir * 842 † 888. június 26.                     | 886 – 888           | المنذر بن محمد بن عبد الرحمن                    | I. Muhammad fia. |
| Omajjádok               | –                 | Abdalláh * 844. január 11. † 912. október 15.          | 888 – 912           | عبد الله بن محمد بن عبد الرحمن                  | Al-Mundzir fivére. |
| Omajjádok               |                   | III. Abd ar-Rahmán * 891. január 7. † 961. október 15. | 912 – 929           | عبد الرحمن بن محمد بن عبد الله                  | Abdalláh unokája. 929-ben felvette a kalifa címet.                                                                                  |
| Córdoba Omajjád kalifái |                   |                                                        |                     |                                                 | |
| Omajjádok               |                   | III. Abd ar-Rahmán (2x)                                | 929 – 961           | عبد الرحمن بن محمد بن عبد الله الناصر لدين الله | Kalifai titulusa: an-Nászir li-dín Alláh                                                                                            |
| Omajjádok               |                   | II. al-Hakam * 915. január 13. † 976. október 1.       | 961 – 976           | الحكم بن عبد الرحمن بن محمد المستنصر بالله      | III. Abd ar-Rahmán fia. Kalifai titulusa: al-Musztanszir billáh                                                                     |
| Omajjádok               |                   | II. Hisám * 965. június 11. † 1013. május 18.          | 976 – 1008          | هشام بن الحكم بن عبد الرحمن المؤيد بالله        | II. al-Hakam fia. Kalifai titulusa: al-Muajjad billáh                                                                               |
| Omajjádok               | –                 | II. Muhammad * 980 † 1010. július 23.                  | 1008 – 1009         | محمد بن هشام بن عبد الجبار المهدي بالله         | III. Abd ar-Rahmán dédunokája. Kalifai titulusa: al-Mahdi billáh                                                                    |
| Omajjádok               | –                 | Szulejmán * 958 † 1016 július 1.                       | 1009 – 1010         | سليمان بن الحكم بن سليمان المستعين بالله        | III. Abd ar-Rahmán dédunokája. Kalifai titulusa: al-Musztaín billáh                                                                 |
| Omajjádok               |                   | II. Hisám (2x)                                         | 1010 – 1012         | هشام بن الحكم بن عبد الرحمن المؤيد بالله        | Második trónra lépése. |
| Omajjádok               | –                 | Szulejmán (2x)                                         | 1012 – 1016         | سليمان بن الحكم بن سليمان المستعين بالله        | Második trónra lépése. |
| Hammúdidák              | –                 | Ali * ? † 1018. március 22.                            | 1016 – 1018         | الناصر علي بن حمود                              | Szulejmán ceutai helytartójaként vette át a hatalmat. Kalifai titulusa: an-Nászir                                                   |
| Omajjádok               | –                 | IV. Abd ar-Rahmán * ? † 1018. július 23.               | 1018                | عبد الرحمن بن محمد بن عبد الملك المرتضى         | III. Abd ar-Rahmán dédunokája. |
| Hammúdidák              | –                 | Al-Kászim * ? † 1035                                   | 1018 – 1021         | المأمون القاسم بن حمود                          | Ali testvére. Kalifai titulusa: al-Mamún                                                                                            |
| Hammúdidák              | –                 | Jahja * ? † 1035                                       | 1021 – 1023         | المعتلي يحي بن علي                              | Ali fia. Kalifai titulusa: al-Mutali                                                                                                |
| Hammúdidák              | –                 | Al-Kászim (2x)                                         | 1023                | المأمون القاسم بن حمود                          | Második trónra lépése. |
| Omajjádok               | –                 | V. Abd ar-Rahmán * 1001 † 1024. január 18.             | 1023 – 1024         | عبد الرحمن بن هشام بن عبد الجبار المستظهر بالله | II. Muhammad fivére. Kalifai titulusa: al-Musztazhir billáh                                                                         |
| Omajjádok               | –                 | III. Muhammad * 976 † 1025 novembere                   | 1024 – 1025         | محمد بن عبد الرحمن بن عبيد الله المستكفي بالله  | III. Abd ar-Rahmán dédunokája. Kalifai titulusa: al-Musztakfi billáh                                                                |
| Hammúdidák              | –                 | Jahja (2x)                                             | 1025 – 1026         | المعتلي يحي بن علي                              | Második trónra lépése. |
| Omajjádok               | –                 | III. Hisám * 974/975 † 1036 decembere                  | 1027 – 1031         | هشام ين محمد بن عبد الملك المعتد بالله          | IV. Abd ar-Rahmán fivére. Kalifai titulusa: al-Mutadd billáh. 1031-ben száműzték. Haláláig Lleida húdida urai adtak neki menedéket. |